# David di Donatello 1984
La cerimonia di premiazione della 29ª edizione dei David di Donatello si è svolta il 16 giugno 1984 al Teatro dell'Opera di Roma.

## Vincitori
Miglior film 
- Ballando ballando, regia di Ettore Scola (ex aequo)
- E la nave va, regia di Federico Fellini (ex aequo)
- Mi manda Picone, regia di Nanni Loy

 Miglior regista 
- Ettore Scola - Ballando ballando
- Federico Fellini - E la nave va
- Nanni Loy - Mi manda Picone

 Miglior regista esordiente 
- Roberto Russo - Flirt
- Giacomo Battiato - I Paladini: Storia d'armi e d'amori
- Francesca Marciano e Stefania Casini - Lontano da dove

 Migliore sceneggiatura 
- Federico Fellini e Tonino Guerra - E la nave va
- Nanni Loy e Elvio Porta - Mi manda Picone
- Ruggero Maccari, Jean-Claude Penchenat, Furio Scarpelli e Ettore Scola - Ballando ballando
- Nanni Moretti e Sandro Petraglia - Bianca

 Migliore produttore 
- Gianni Minervini - Mi manda Picone
- Franco Cristaldi - E la nave va
- Mohammed Lakhdar-Hamina e Giorgio Silvagni - Ballando ballando

 Migliore attrice protagonista 
- Lina Sastri - Mi manda Picone
- Laura Morante - Bianca
- Monica Vitti - Flirt

 Migliore attore protagonista 
- Giancarlo Giannini - Mi manda Picone
- Nanni Moretti - Bianca
- Francesco Nuti - Son contento

 Migliore attrice non protagonista 
- Elena Fabrizi - Acqua e sapone
- Stefania Casini - Lontano da dove
- Rossana Di Lorenzo - Ballando ballando
- Anna Longhi - Il tassinaro

 Migliore attore non protagonista 
- Carlo Giuffré - Son contento
- Aldo Giuffré - Mi manda Picone
- Stefano Satta Flores - Cento giorni a Palermo

 Migliore direttore della fotografia 
- Giuseppe Rotunno - E la nave va
- Ricardo Aronovich - Ballando ballando
- Dante Spinotti - I Paladini: Storia d'armi e d'amori

 Migliore musicista 
- Armando Trovajoli e Vladimir Cosma - Ballando ballando
- Gianfranco Plenizio - E la nave va
- Francesco De Gregori - Flirt

 Migliore scenografo 
- Dante Ferretti - E la nave va
- Luciano Ricceri - Ballando ballando
- Elena Ricci Poccetto - Mi manda Picone

 Migliore costumista 
- Nanà Cecchi - I Paladini: Storia d'armi e d'amori
- Ezio Altieri - Ballando ballando
- Maurizio Millenotti - E la nave va

 Migliore montatore 
- Raimondo Crociani - Ballando ballando
- Franco Fraticelli - Mi manda Picone
- Ruggero Mastroianni - E la nave va

 Miglior regista straniero 
- Ingmar Bergman - Fanny e Alexander (Fanny och Alexander)
- Woody Allen - Zelig
- Andrzej Wajda - Danton

 Migliore sceneggiatura straniera 
- Ingmar Bergman - Fanny e Alexander (Fanny och Alexander)
- Clayton Frohman e Ron Shelton - Sotto tiro (Under Fire)
- Woody Allen - Zelig

 Miglior produttore straniero 
- Jonathan Taplin - Sotto tiro (Under Fire)
- Barbra Streisand - Yentl
- Cinematograph ab per the Swedish Film Institute, The Swedish Television STV 1, Gaumont, Personal Film e Tobis Filmkunst - Fanny e Alexander (Fanny och Alexander)
- Robert Greenhut - Zelig

 Migliore attrice straniera 
- Shirley MacLaine - Voglia di tenerezza (Terms of Endearment)
- Debra Winger - Voglia di tenerezza (Terms of Endearment)
- Meryl Streep - La scelta di Sophie (Sophie's Choice)

 Miglior attore straniero 
- Woody Allen - Zelig (Zelig)
- Michael Caine  - Il console onorario (Honorary Consul)
- Robert Duvall - Tender Mercies - Un tenero ringraziamento (Tender Mercies)
- Gérard Depardieu - Danton

 Miglior film straniero 
- Fanny e Alexander (Fanny och Alexander), regia di Ingmar Bergman
- Voglia di tenerezza (Terms of Endearment), regia di James L. Brooks
- Zelig, regia di Woody Allen

Premio Alitalia
- Ettore Scola - Ballando ballando

 David Luchino Visconti 
- Federico Fellini

David René Clair
- Sergio Leone

Targa Speciale (a coloro che hanno ricevuto più David di Donatello)
- Vittorio Gassman
- Sophia Loren
- Nino Manfredi
- Mariangela Melato
- Alberto Sordi
- Monica Vitti

David speciale
- Titanus